# Antonio Tamburini
 (mars 2010).
Si vous disposez d'ouvrages ou d'articles de référence ou si vous connaissez des sites web de qualité traitant du thème abordé ici, merci de compléter l'article en donnant les références utiles à sa vérifiabilité et en les liant à la section « Notes et références ».
Pour les articles homonymes, voir Tamburini.
Œuvres principales
- Il pirata (1827)
- I puritani (1824)
- Don Pasquale (1843)

Antonio Tamburini est un chanteur d'opéra italien né le 28 mars 1800 à Faenza (Émilie-Romagne)  et mort le 8 novembre 1876 à Nice.

## Biographie
Son père est chef de fanfare. Il débute en 1818, affectionnant les œuvres de Rossini (La Cenerentola, Sémiramis, Mosè in Egitto), de Bellini (créations d'Il pirata en 1827, La straniera en 1829 et I puritani en 1835) et surtout de Donizetti dont il crée une dizaine d'opéra au cours de sa carrière, parmi lesquels Marino Faliero (1835), Don Pasquale (1843), l'Elixir d'amour (1839)
Sa voix de basse chantante est souple, ronde et légère, mais manque de sens dramatique. Sa technique lui vaut le nom de « Rubini des basses-tailles ».  Il fait merveille dans les rôles bouffes. Il fait ses adieux à la scène en 1855, mais se produit par la suite quelquefois en concert.
Il avait épousé la mezzo Marietta Gioia. Leur fille, Marietta Gioia-Tamburini, fut également cantatrice.

## Rôles créés par Antonio Tamburini
- 1820   Mercadante : Violenza e Costanza (Atlante)
- 1822   Mercadante : Adele ed Emerico (Generale Banner)
- 1822   Donizetti : Chiara e Serafina (Picaro)
- 1824   Donizetti : L'ajo nell'imbarazzo (Don Giulio)
- 1826   Donizetti : Alahor in Granata (rôle-titre)
- 1827   Bellini : Il pirata (Ernesto)
- 1828   Donizetti : Alina, regina di Golconda (it) (Volmar)
- 1828   Donizetti : Gianni di Calais (Rustano)
- 1828   Bellini : Bianca e Fernando (Filippo)
- 1829   Pacini : Il talisamno (Riccardo Cuor di Leone)
- 1829   Bellini : La straniera (Valdeburgo)
- 1830   Donizetti : Imelda de' Lambertazzi (Bonifacio)
- 1831   Mercadante : Zaira (Orosmane)
- 1831   Donizetti : Francesca di Foix (il Re)
- 1831   Donizetti : La romanzesca e l'uomo nero (Filidoro)
- 1831   Coccia : Edoardo Stuart in Scozia (rôle-titre)
- 1832   Donizetti : Fausta (Costantino)
- 1835   Donizetti : Marin Faliero (Israele Bertucci)
- 1835   Bellini : I Puritani (Riccardo)
- 1836   Mercadante : I briganti (Hermann)
- 1843   Donizetti : Don Pasquale (Malatesta)

## Hommages
- Dans Madame Bovary, roman de Gustave Flaubert paru en 1857, Léon Dupuis, le clerc de notaire qui entreprend de séduire Emma Bovary, se vante auprès d'elle d'avoir vu se produire Rubini, Tamburini, Persiani et Grisi.
- Dans Monsieur  Choufleuri restera chez lui  (1861), opérette bouffe  de Jacques Offenbach  sur un livret du duc de Morny, un bourgeois parvenu veut épater  ses voisins en organisant un concert où doivent se produire trois des  plus grands chanteurs de l'époque : Giovanni Battista Rubini, Antonio Tamburini et Henriette Sontag. À la suite de leur défection, le bourgeois, sa fille et son futur gendre  doivent se faire passer pour eux[4].